# Alexa Bliss & Nikki Cross
Bliss & Cross è stato un tag team di wrestling attiva in WWE tra il 2019 e il 2020, formato da Alexa Bliss e Nikki Cross.
Hanno detenuto due volte il Women's Tag Team Championship.

## Nel wrestling

### Mosse finali
- Alexa Bliss
  - Twisted Bliss (Rounding splash)
- Nikki Cross
  - The Purge (Swinging neckbreaker)

## Titoli e riconoscimenti
- WWE
  - WWE Women's Tag Team Championship (2)[1]